# Holandska kuća u Sisku
Holandska kuća, bivše žitno skladište u Sisku.

## Povijest
Sagrađena je oko 1860. godine u glavnoj gradskoj ulici grada Siska. Jedno je od posljednjih velikih skladišta koji su u to vrijeme izgrađeni u Sisku. Donji dio kuće služio je kao trgovački prostor, dok je gornji dio služio kao skladište. 
21. stoljeće dočekala je zapuštena. Prenamjena Holandske kuće najveći je projekt u kulturi u novijoj povijesti grada. Zapušteni prostor obnovljen je, dograđen te prenamijenjen u interpretacijski centar industrijske baštine, prvi u Hrvatskoj. Projekt je dovršen 5. siječnja 2020. godine. Na šest etaža i više od 2.000 četvornih metara nalazi se multimedijski postav izložbe industrijske baštine, galerija velikog sisačkog akademskog slikara Slave Striegla, zbirka starih uređaja za reprodukciju zvuka kolekcionara Velimira Krakera te prostori za održavanje stručnih skupova i projekcija. Jedinstven je to primjer prenamjene na hrvatskom, ali i europskoj razini.

## Izgled
Ima jednostavan pravokutan tlocrt, masivno zidani podrum i četiri kata s otvorenom drvenom međustropnom konstrukcijom. Očuvana gredna konstrukcija prostoru daje izraziti ambijentalni ugođaj. Smještena je u glavnoj gradskoj ulici grada Siska i svojim specifičnim pročeljem razlikuje se od ostalih objekata. Upravo prema tom pročelju dobila je i naziv „Holandska kuća“. Donji dio kuće služio je kao trgovački prostor, dok je gornji dio služio kao skladište. 